# Zametopina calceata
Zametopina calceata Simon, 1909 è un ragno appartenente alla famiglia Thomisidae.
È l'unica specie nota del genere Zametopina.

## Distribuzione
L'unica specie oggi nota di questo genere è stata rinvenuta in Vietnam e in Cina

## Tassonomia
Dal 2010 non sono stati esaminati altri esemplari, né sono state descritte sottospecie al 2015.